# Rue Prosper-Legouté
La rue Prosper-Legouté est une voie de la commune française d'Antony dans les Hauts-de-Seine.

## Situation et accès

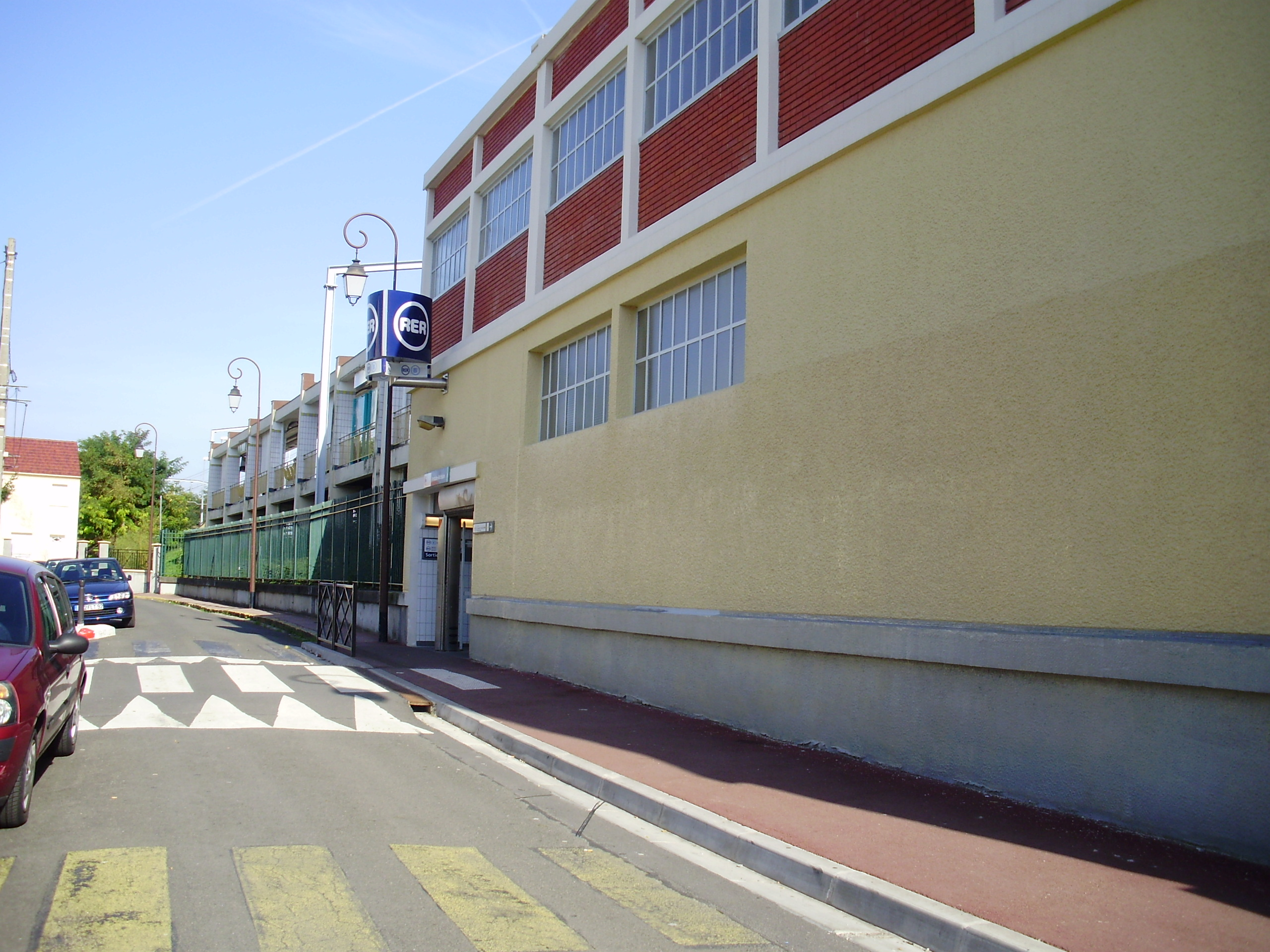
Gare de Fontaine Michalon, passage Prosper-Legouté, octobre 2010.

La rue Prosper-Legouté, d'une longueur de 510 mètres, commence son tracé au nord, au croisement de la rue des Sources et de la rue du Moulin.
Elle passe le carrefour, dit « Michalon », de l'avenue Jean-Monnet et de la rue Adolphe-Pajeaud qu'elle emprunte sur quelques dizaines de mètres vers l'ouest, avant de reprendre son tracé vers le sud. Après une bifurcation empruntée par le passage Prosper-Legouté, elle franchit par un tunnel la voie ferrée du RER B, puis se termine enfin à la rue Mirabeau.
Sa desserte ferroviaire est assurée par la gare de Fontaine Michalon.

## Origine du nom

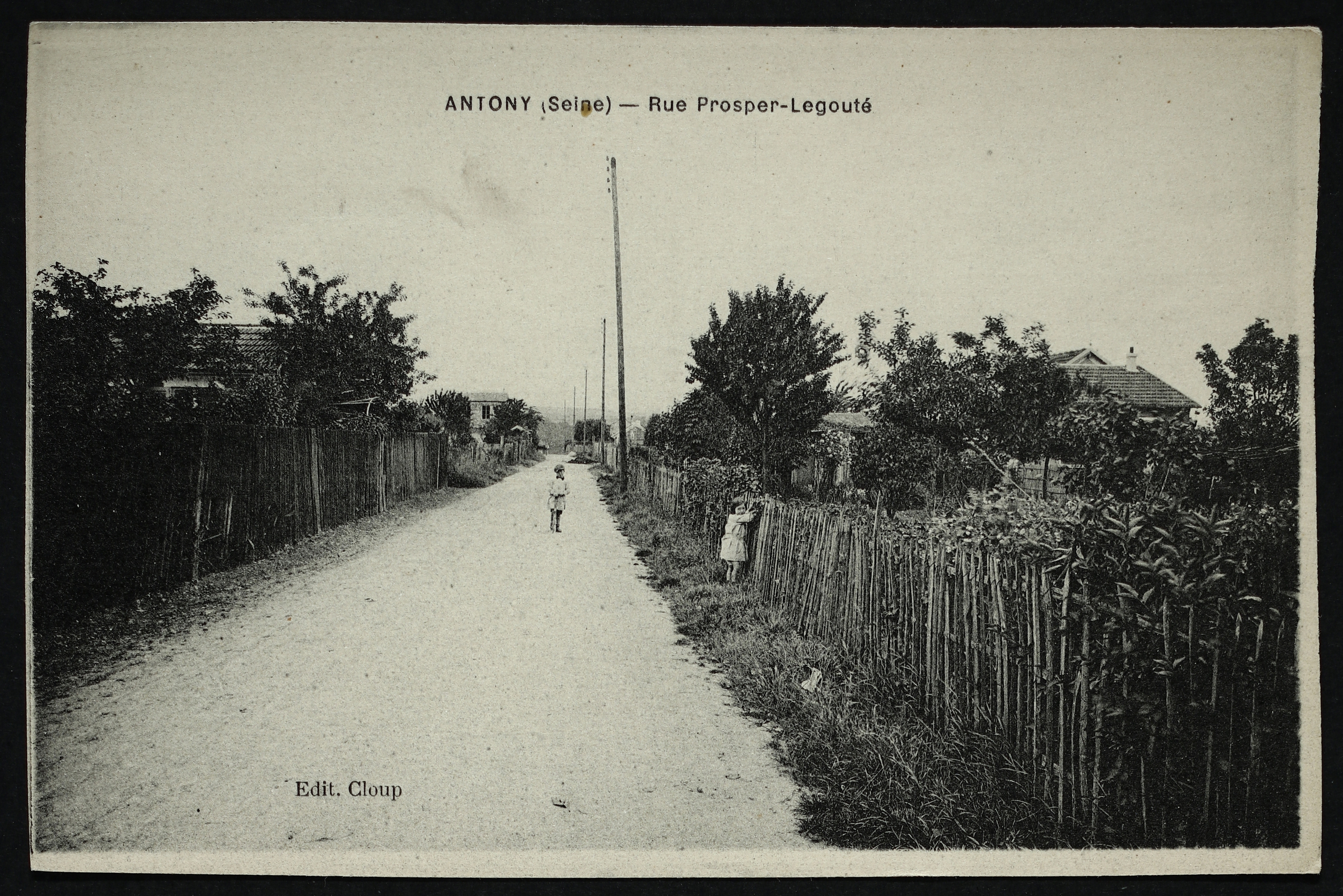
La rue Prosper-Legouté vers 1900.

C'est le 16 novembre 1921 que le conseil municipal donne le nom de Prosper-Legouté à cette voie qui s’appelait alors « rue du Pont-aux-Ânes ».
Prosper Legouté, né le 25 juin 1831 et mort le 28 mars 1907 à Antony est conseiller municipal puis maire du 16 mai 1896 au 19 mai 1900. Il est cultivateur et possède la ferme située rue du Pont-aux-Ânes, dont le dernier bâtiment a été détruit en 1986 pour permettre d'élargir la rue.

## Historique

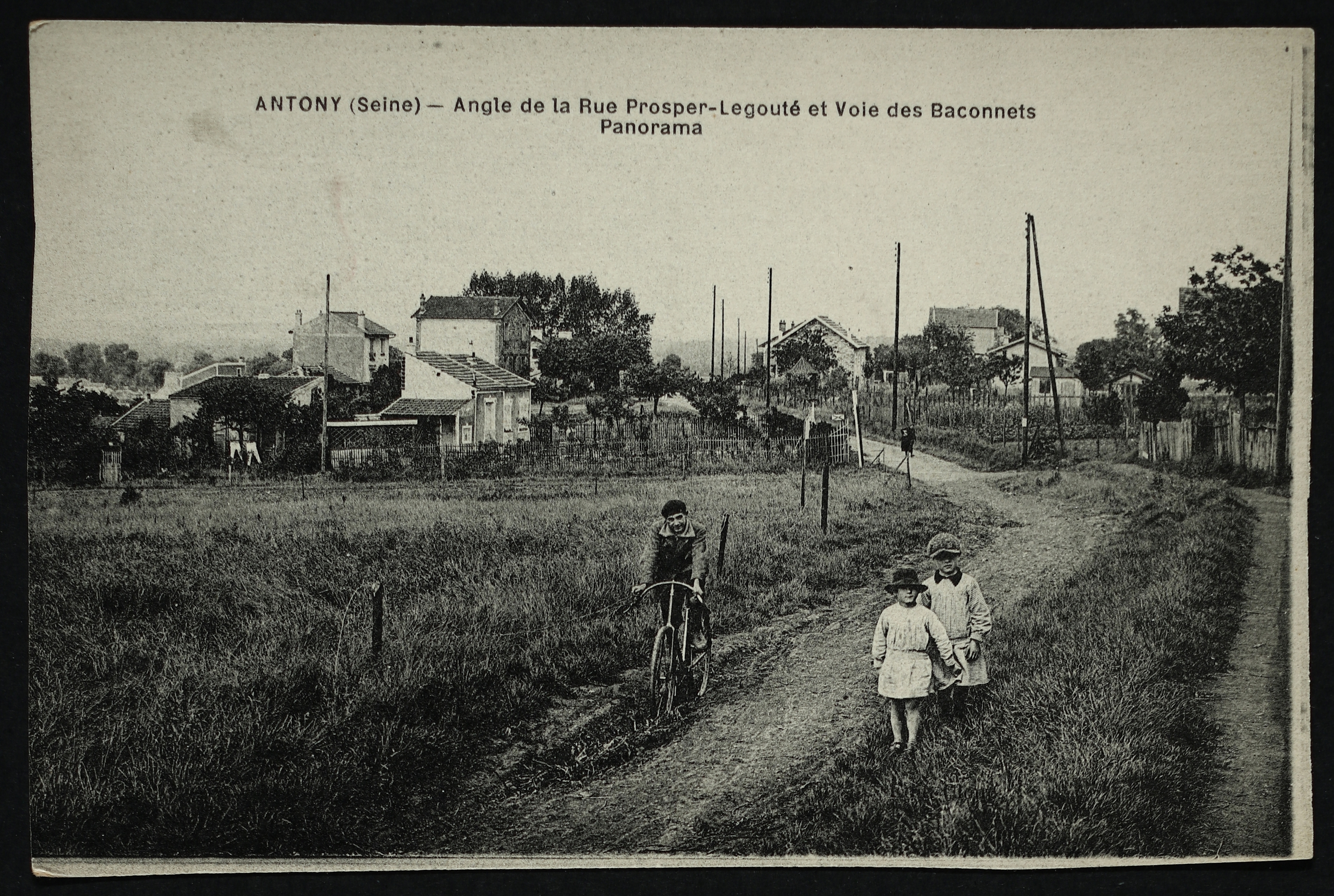
Angle de la rue Prosper-Legouté et voie des Baconnets. C'est aujourd'hui la rue Mirabeau et la rue des Baconnets.

Cette rue est l'ancien chemin rural no 13. Elle est présente dans tous les terriers connus. Elle a changé plusieurs fois de nom : rue Crottée en 1503, rue Jarrié, rue du Marché, rue des Marais. Sur des plans du XVIIIe siècle et jusque dans les années 1930, elle continue jusqu'à la route de Chartres, incluant donc l'actuelle rue Mirabeau.
C'est cette rue qu'empruntaient toutes les personnes venant moudre leur blé au moulin, mais aussi toutes les personnalités venant rendre visite au duc de Castries. La légende cite même le nom de Louis XVI.
Elle est classée dans la voie urbaine le 6 juin 1944.

## Bâtiments remarquables et lieux de mémoire

### AuXXIesiècle
En descendant la rue Prosper-Legouté depuis la rue des Sources, le côté droit est occupé par d'anciens bâtiments puis au  no 12 par le parc Heller qui contient le « château Saran », construit en 1880. Ce dernier est acheté par la commune en 1938 pour y aménager des équipements sportifs et sociaux. Après 1945, le parc prend le nom de Georges Heller, conseiller municipal mort en déportation en 1944. Le parc a été réaménagé dans les années 1990. En 2022, la municipalité lance une enquête pour un nouveau réaménagement, compte tenu du projet de la Métropole du Grand Paris de rouvrir la Bièvre et de renaturer le ru des Godets, ces deux cours d'eau qui traversent le parc. Dans le parc, se trouve le tombeau de François-René Molé qui possédait une maison à proximité, au no 1 de la rue des Sources.
Après l'entrée du parc, se situe au no 20 le centre de loisirs municipal dit « du parc Heller » puis l'ancien moulin sur la Bièvre,, attesté en 1248.
Du côté gauche :
- à l'angle de la rue du Moulin, du no 1 au no 7 ter : la résidence du Moulin de la Bièvre est construite à l'emplacement du château d'Antony[11] ;
- aux no 77-79-81, le centre médico-social d'Antony, comprenant : au no 77, le Centre local d'information et de coordination gérontologique (CLIC)[12] et le centre de PMI[13], au no 79 : le centre médico-psychologique[14], au no 81 le centre communal d'action sociale (CCAS)[15].

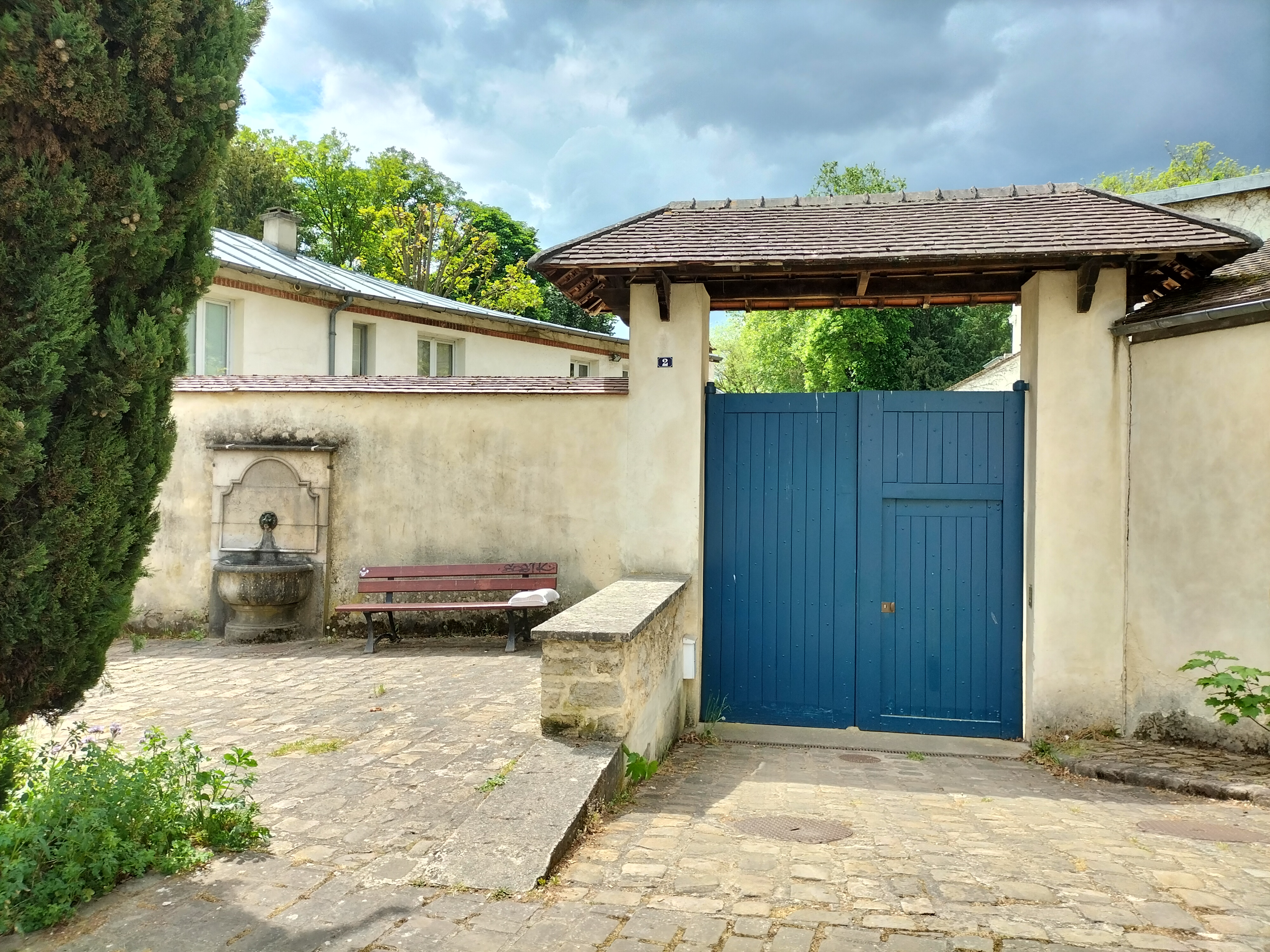
L'entrée du no 2.
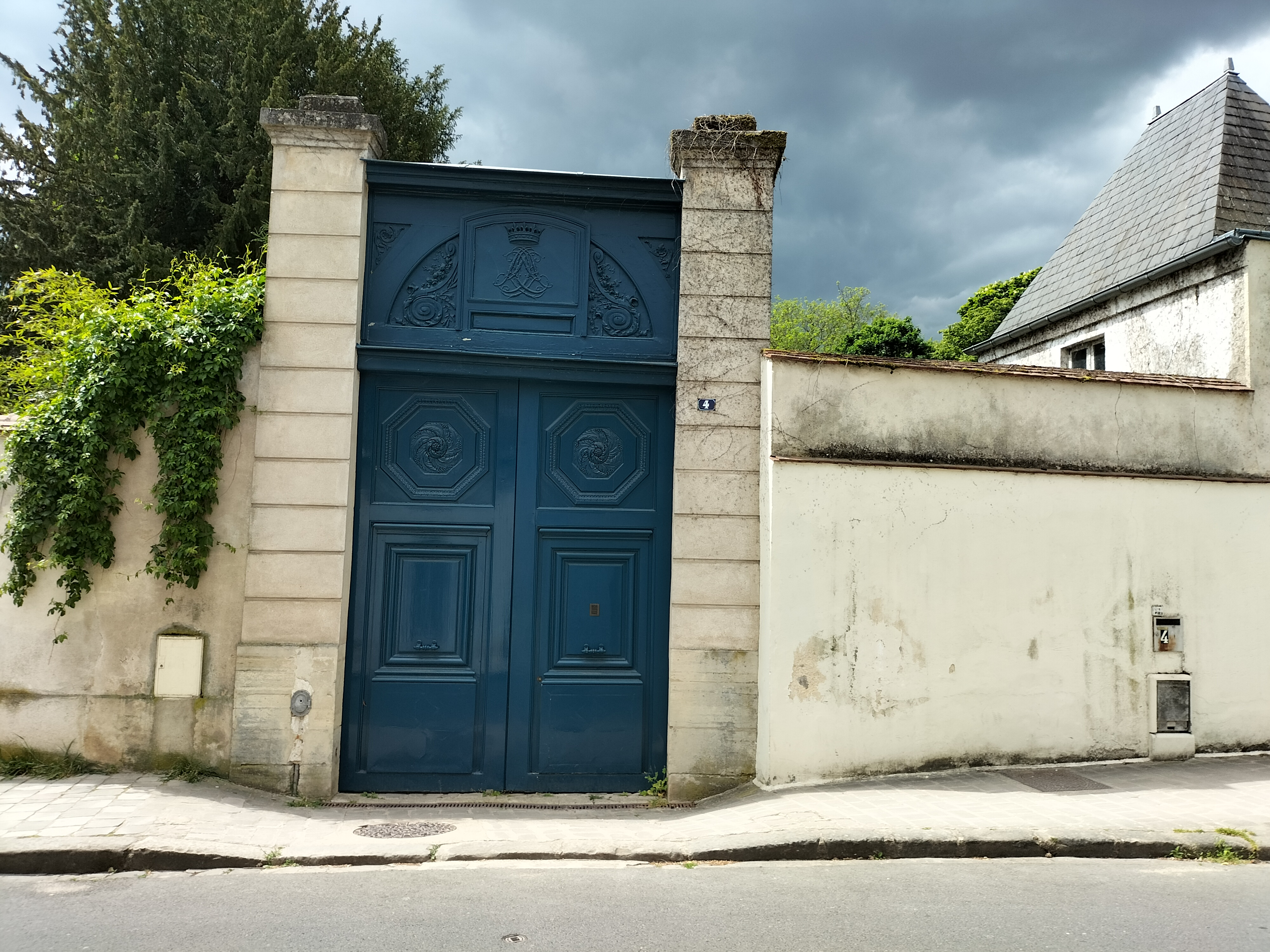
Le portail de la propriété de Castries.
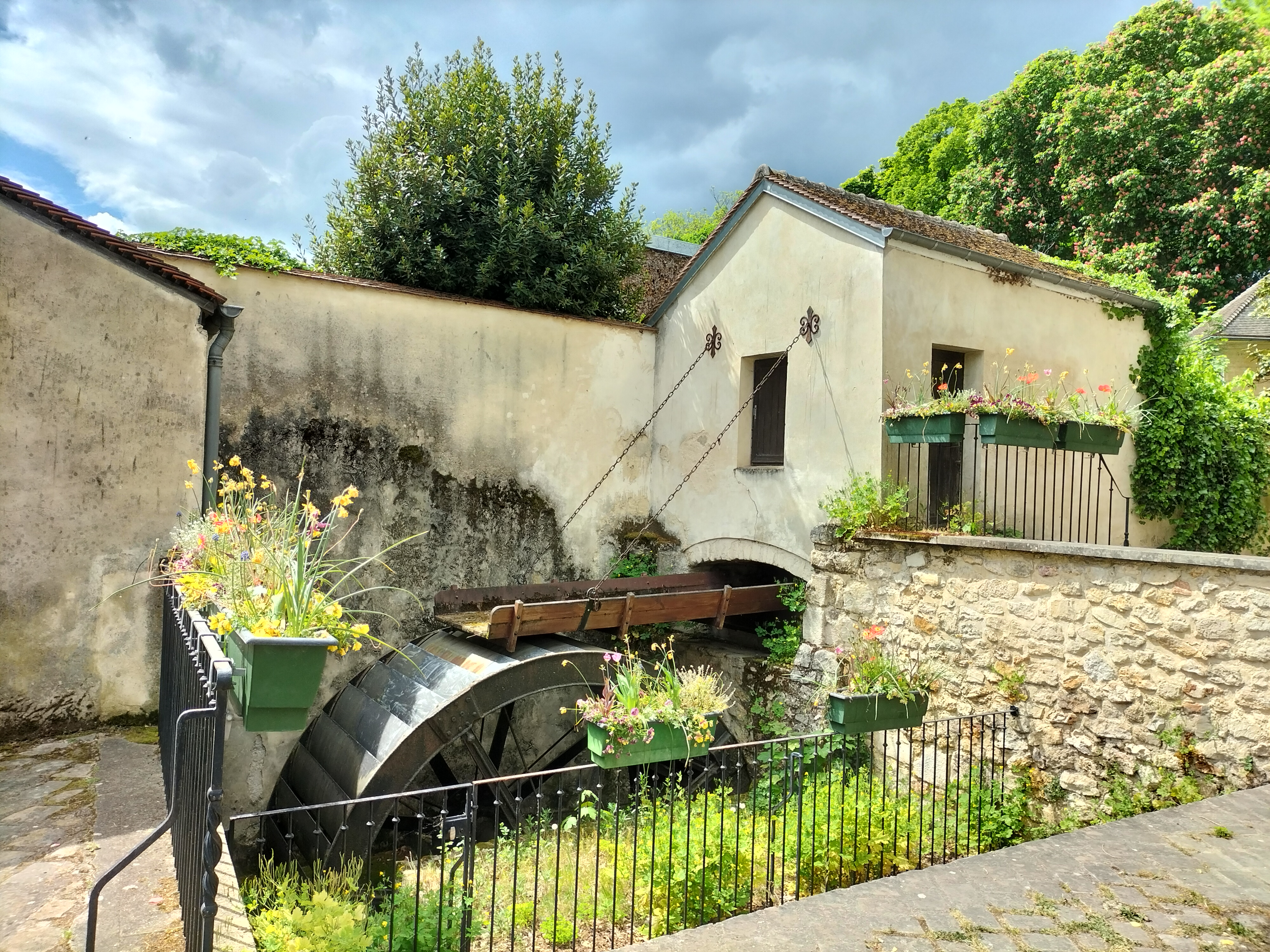
La roue du moulin qui a assuré pendant dix siècles aux Antoniens la production de la farine.
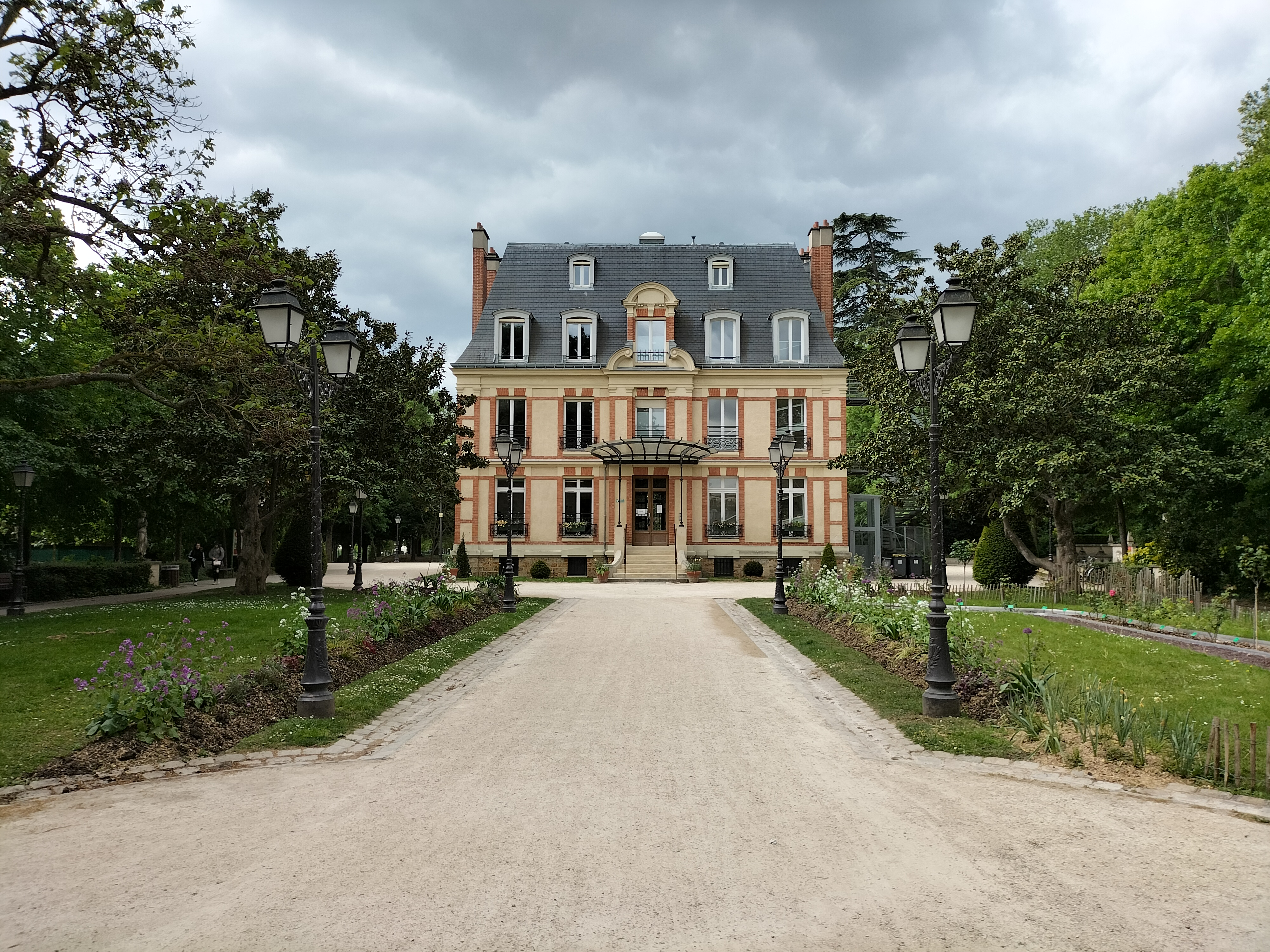
Le château Saran, dans le parc Heller.
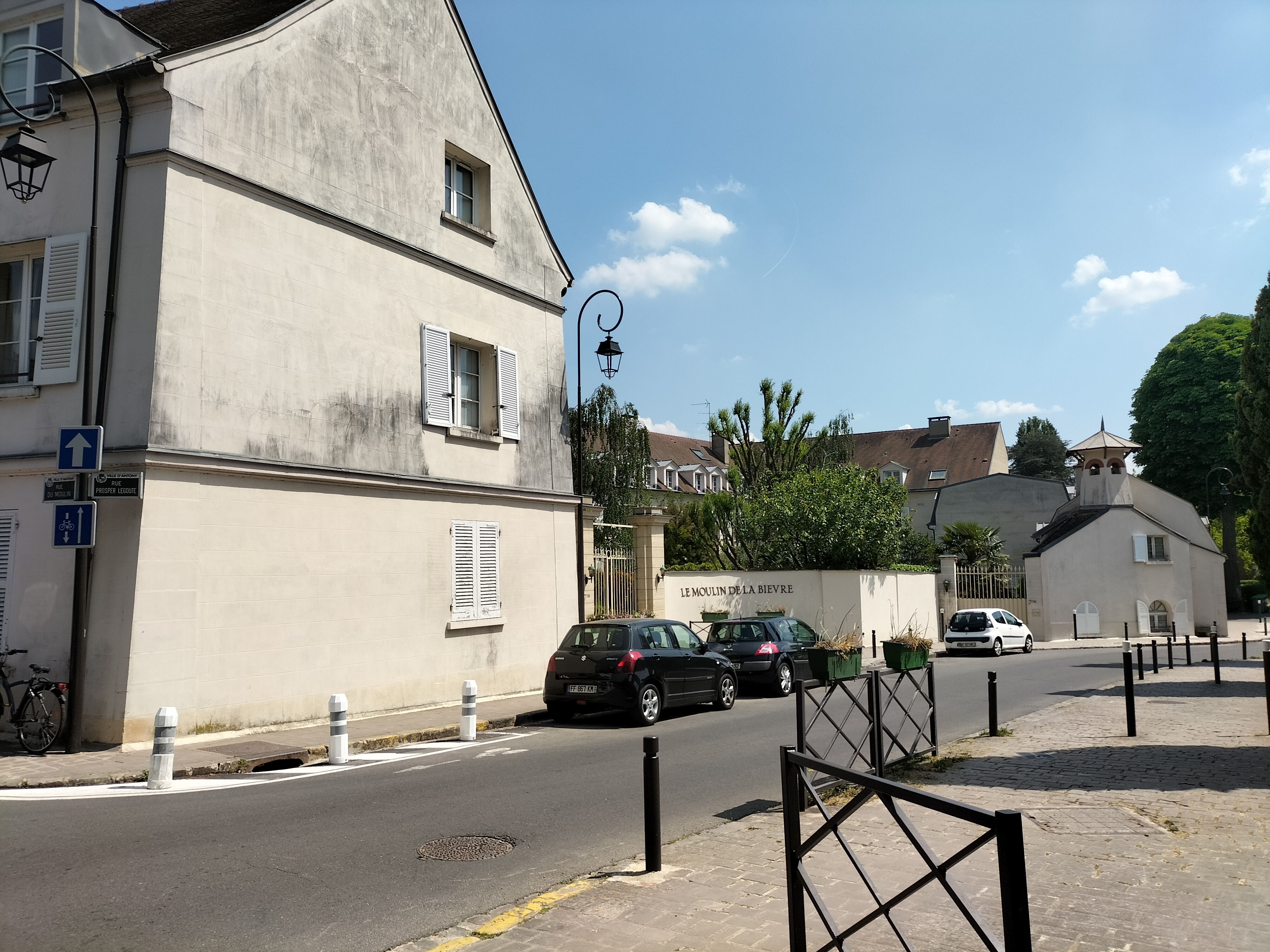
La résidence du Moulin de la Bièvre.
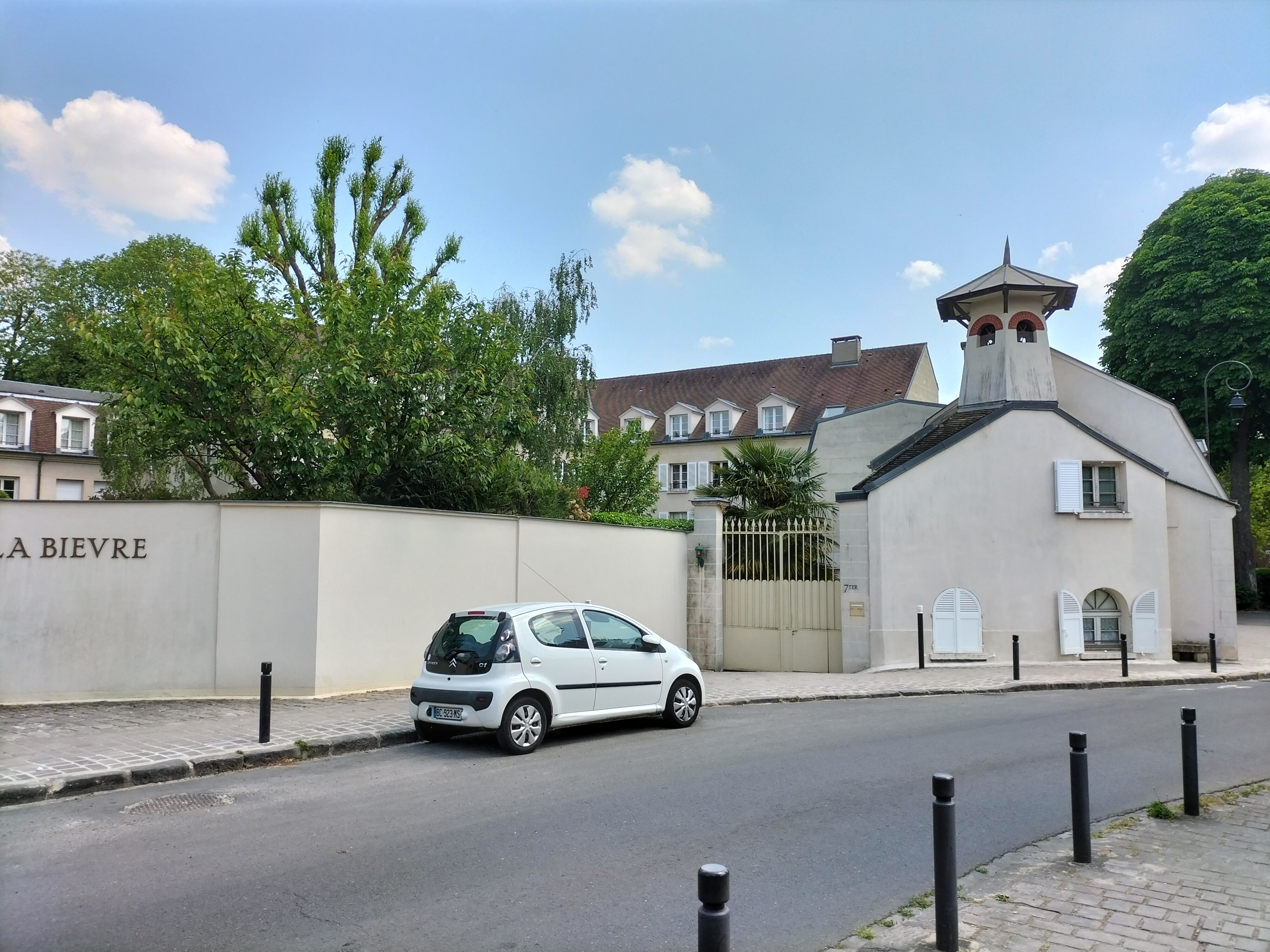
Le pigeonnier du château.
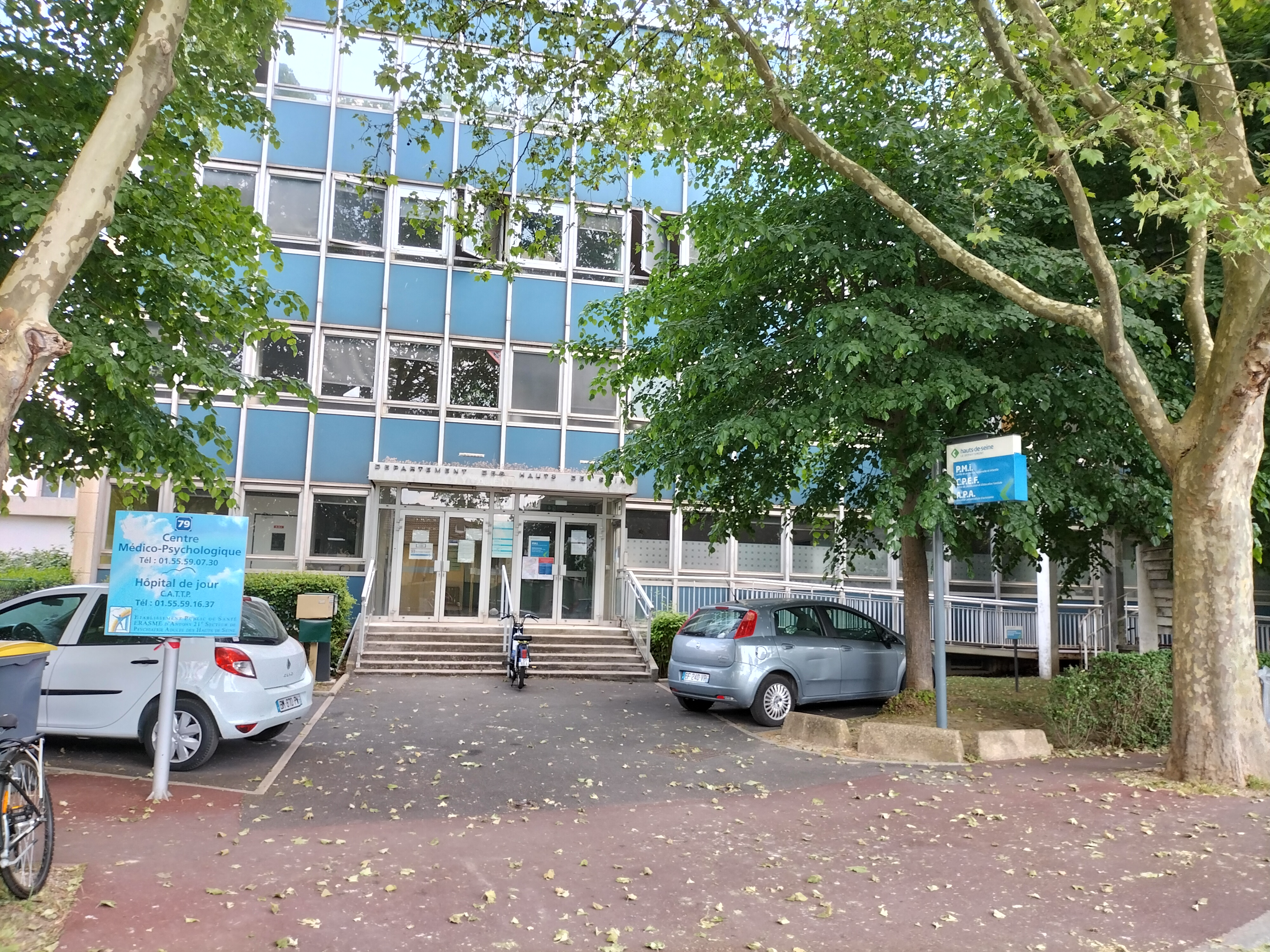
Le centre médico-social.
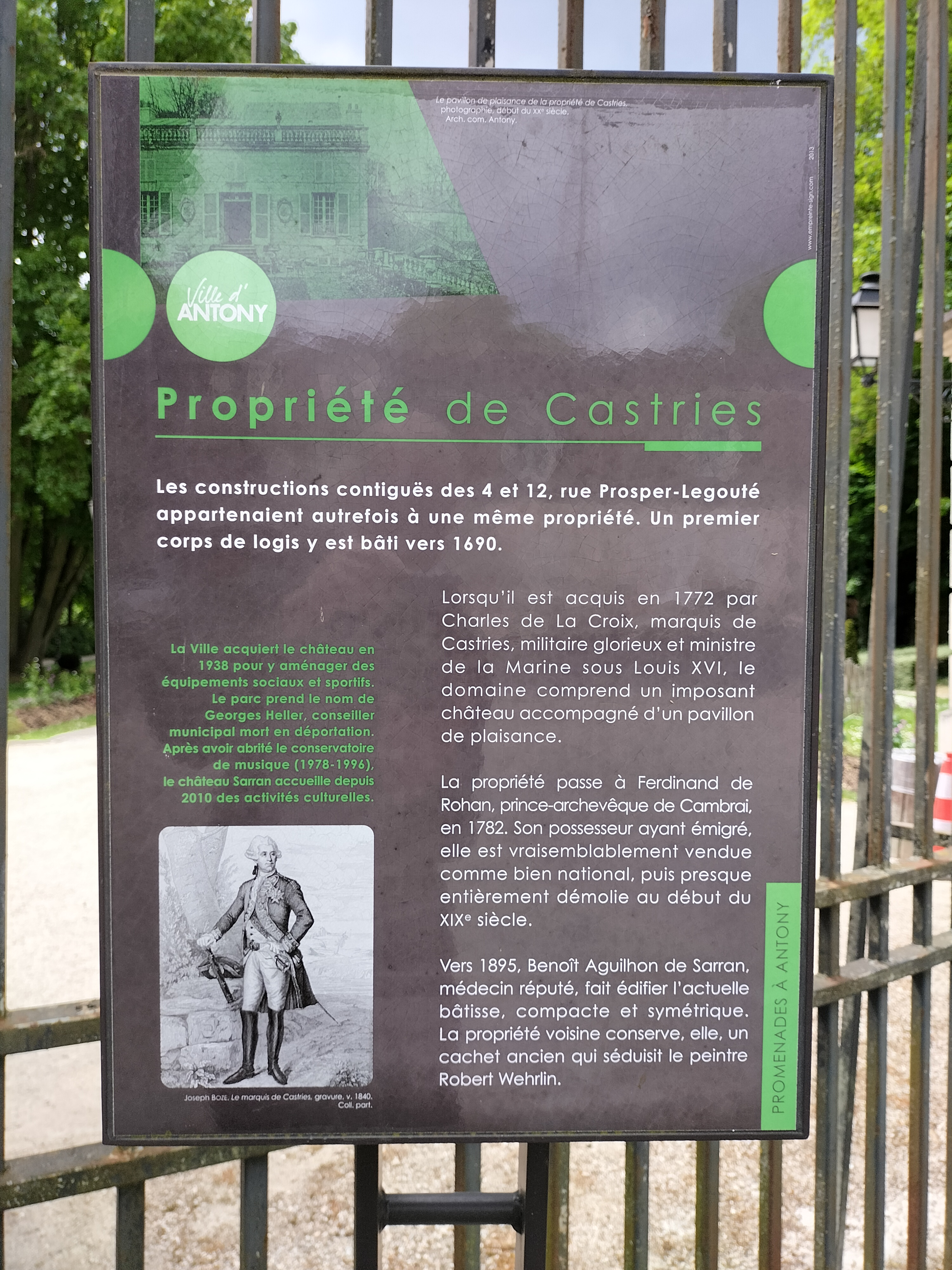
Panneau explicatif (no 2 à 12).

### Dans le passé
Le « château d'Antony » est construit dans la première moitié du XVIIe siècle. Le premier propriétaire connu est le sieur de Moricq. Le château est agrandi au XVIIIe siècle, notamment le long de la rue du Moulin, par la construction de communs surmontés d'un pigeonnier. Un parc paysager est aménagé dans la seconde partie du XIXe siècle pour le carrossier Michalon. Un regard sur un ru capté est aménagé en petite fabrique surmonté d'un réservoir vers 1859 : la fontaine Michalon, démolie en 1929. Dans les années 1960, l'ensemble laisse la place à la résidence du Moulin).
De  l'autre côté, des communs et le pavillon de jardin d'une maison de maître, construits entre 1732 et 1753, peut-être pour Gromaire de la Bapommeraye. Les monogrammes du portail et de la façade du pavillon sont sans doute ceux des enfants du marquis de La Croux de Castries, propriétaire de 1753 ou 1759 à 1782. La maison est démolie vers 1815. Une maison de maître dite « Château Saran » est construite vers 1880. De la propriété du marquis de Castries, il ne subsiste que le monumental portail sur rue avec ses vantaux, inscrit à l'inventaire des monuments historiques le 7 août 1974 et un corps de bâtiment du XVIIIe siècle : salle de billard l'été, orangerie l'hiver, nommée « Folie ». Près du moulin, dont il ne reste que la roue à aubes, se trouvaient l'abreuvoir et l'ancienne fontaine Michalon, qui a donné son nom à la gare de Fontaine Michalon.

Illustrations de quelques bâtiments
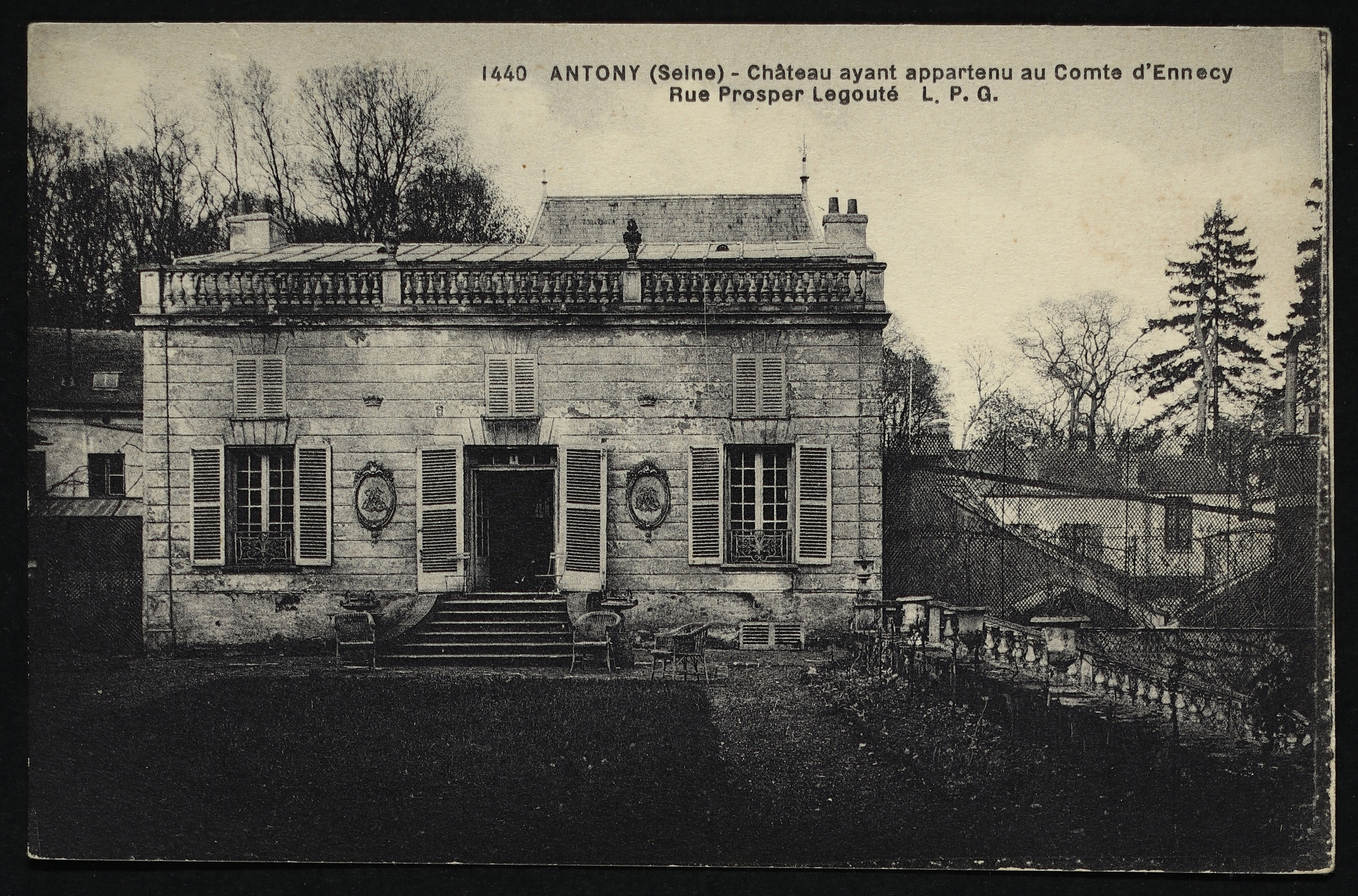
Le « château » d'Antony.
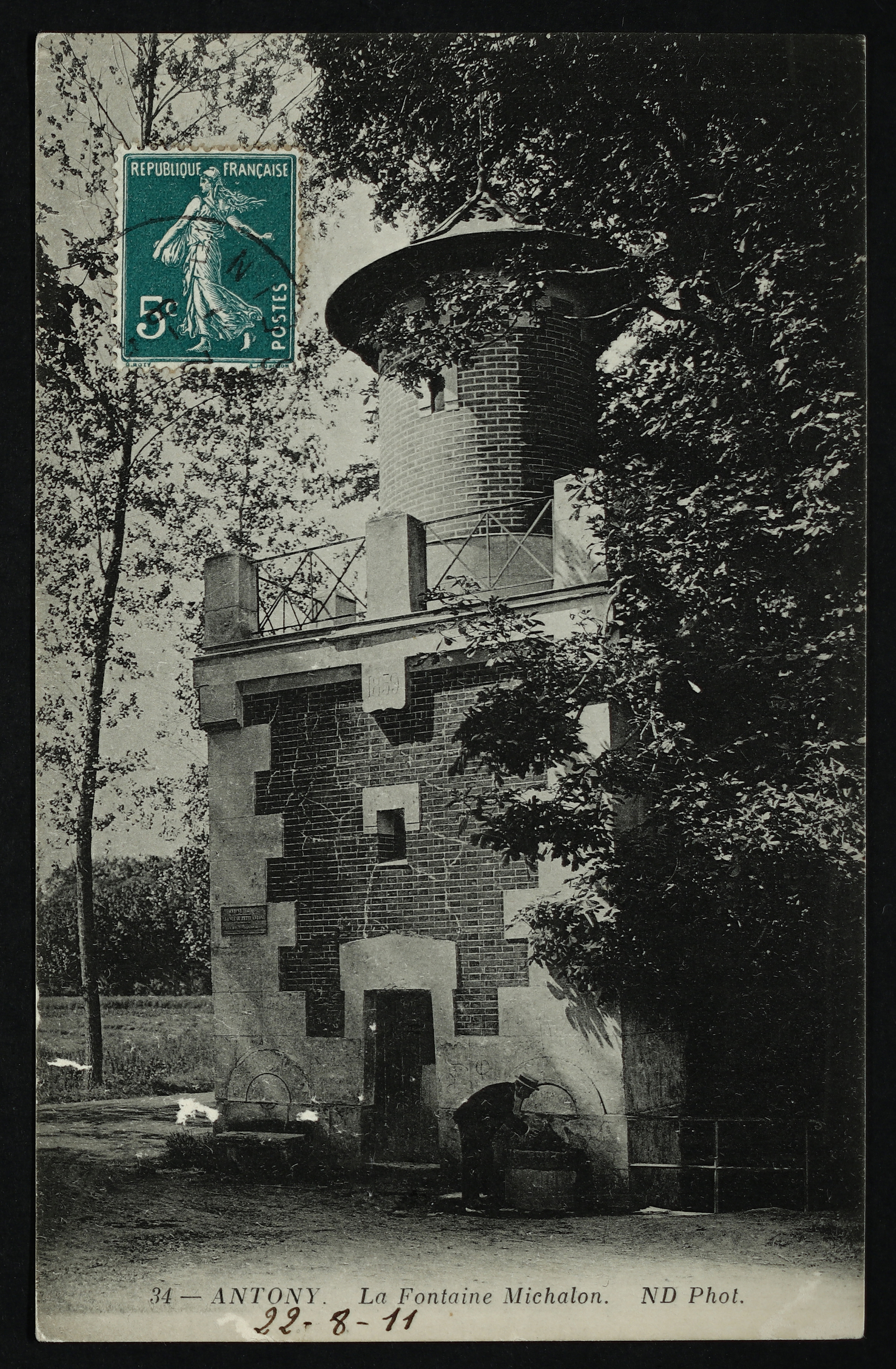
La fontaine Michalon.

## Pour approfondir